# Freedom (album d'Akon)
Pour les articles homonymes, voir Freedom.
Albums de Akon
Konvicted
(2006)
Singles
1. Right Now (Na Na Na)
Sortie : 23 septembre 2008
2. I'm So Paid
Sortie : 4 octobre 2008
3. Beautiful
Sortie : 6 janvier 2009
4. We Don't Care
Sortie : 6 juillet 2009

Freedom est le troisième album studio d'Akon, sorti le 2 décembre 2008.
L'album devait à l'origine s'appeler Acquitted, toutefois Akon a voulu le modifier à cause de sa connotation négative. Freedom est le premier album d'Akon à ne pas porter l'avertissement parental, bien que l'artiste reste obscène dans l'album. L'album est entré directement à la septième place du Billboard 200, 110 000 copies ayant été écoulées dès la première semaine. Actuellement[Quand ?] environ 600 000 copies ont été vendues aux États-Unis.

## Enregistrement
La production de l'album a commencé vers la fin de l'année 2007 pour se terminer à la fin de l'été 2008. En juillet, une chanson, intitulée Hold My Hand, a filtré sur Internet avec un featuring de Michael Jackson. Apparemment la chanson aurait effectivement été sortie par le label d'Akon. C'était à l'origine une démo dont Akon était le seul interprète. Il y eut alors une rumeur selon laquelle Hold My Hand serait inclus dans les deux prochains albums des deux artistes. Dans une entrevue avec MTV, Akon, plein d'espoir était pour inclure la chanson sur son album. Cependant, le 17 octobre, le label d’Akon annonce que la chanson n'y figurera pas.
Une version single de Right Now (Na Na Na) qui avait filtré sur Internet incluait un vers de l'artiste RnB Danny Fernandes mais Akon a finalement décidé de l’interpréter en solo. Les chansons Against the Grain et We Don't Care se nommaient à l'origine Falling in Love et Could You Be the Reason. Troublemaker, quant à elle, semble être une suite de l'ancien tube d'Akon qui fut numéro 1 au Billboard, Don't Matter, avec des paroles suggérant qu'elle soit, comme il dit Similar to the word's Don't Matter, but this time they wanna see us together, look at us now.

## Liste des titres
| No  | Titre                                                                                         | Auteur                                                    | Contient un (des) sample(s) de | Durée |
| --- | --------------------------------------------------------------------------------------------- | --------------------------------------------------------- | ------------------------------ | ----- |
| 1.  | Right Now (Na Na Na) (Produit par Akon et Giorgio Tuinfort)                                   | Akon                                                      | Remember du Underdog Project   | 4:01  |
| 2.  | Beautiful (featuring Colby O'Donis et Kardinal Offishall – Produit par Akon et Jaylien 2010)  | Akon, J. Wesley, Colby O'Donis Colón, Jason Harrow        |                                | 5:13  |
| 3.  | Keep You Much Longer (Produit par Akon et Giorgio Tuinfort)                                   | Akon, Giorgio Tuinfort, Mark « Exit » Goodchild           |                                | 4:21  |
| 4.  | Troublemaker (featuring Sweet Rush – Produit par Akon et Timothy « K-Figz » Walls)            | Akon, Timothy « K-Figz » Walls                            |                                | 3:57  |
| 5.  | We Don't Care (Produit par Akon et Giorgio Tuinfort)                                          | Akon, Giorgio Tuinfort, Claude Kelly                      |                                | 4:16  |
| 6.  | I'm So Paid (featuring Lil Wayne et Young Jeezy – Produit par Akon et Noel « Detail » Fisher) | Akon, Noel Fisher, Dwayne Carter Jr., Jay Jenkins         |                                | 4:24  |
| 7.  | Holla Holla (featuring T-Pain – Produit par Akon, T-Pain et Frank Romano)                     | Akon, Faheem Najm, Frank Romano, David « Preach » Balfour |                                | 3:00  |
| 8.  | Against the Grain (featuring Ray Lavender – Produit par Akon et RedOne)                       | Akon, RedOne, E. Lavender                                 |                                | 4:04  |
| 9.  | Be with You (Akon et Hakim Abdulsamad)                                                        | Akon, Hakim Abdulsamad                                    |                                | 3:51  |
| 10. | Sunny Day (featuring Wyclef Jean – Produit par Akon, RedOne et Lamont « LoGiC » Coleman)      | Akon, RedOne, Neluset Jean                                |                                | 5:13  |
| 11. | Birthmark (Produit par Akon, Giorgio Tuinfort et Noel « Detail » Fisher)                      | Akon, Giorgio Tuinfort, Noel Fisher                       |                                | 4:23  |
| 12. | Over the Edge (Produit par Akon et Giorgio Tuinfort)                                          | Akon, Giorgio Tuinfort, Claude Kelly                      |                                | 4:27  |
| 13. | Freedom (Produit par Akon et Giorgio Tuinfort)                                                | Akon, Giorgio Tuinfort, Noel Fisher                       |                                | 4:15  |

| 14. | I'm So Paid (featuring Lil Wayne – Produit par Akon et Noel « Detail » Fisher) | Akon, Noel Fisher, Dwayne Carter Jr. | 3:22 |

| 14. | Clap Again (Produit par Akon et Hakim Abdulsamad) | Akon, Hakim Abdulsamad | Click Click Click de Nasri | 5:11 |

| 14. | Sexy Bitch (featuring David Guetta – Produit par David Guetta, Sandy Vee et Jean-Claude Sindres) | Akon, David Guetta, Giorgio Tuinfort, Jean-Claude Sindres | 5:11 |

## Classement
| Charts                        | position |
| ----------------------------- | -------- |
| Australian Urban Albums Chart | 3        |
| Australian Albums Chart       | 20       |
| Chart d’albums (Flandre)      | 12       |
| Top Canadian Albums           | 4        |
| Chart d’albums                | 27       |
| UK Albums Chart               | 6        |
| Chart d’albums RnB            | 1        |
| Billboard 200                 | 7        |
| Top R&B/Hip-Hop Albums        | 3        |

## Certifications
| Pays        | Certification | Ventes   |
| ----------- | ------------- | -------- |
| Australie   | Or            | 35 000+  |
| Canada      | Platine       | 80 000+  |
| Royaume-Uni | Platine       | 300 000+ |